# Temnochila aerea
Temnochila aerea là một loài bọ cánh cứng trong họ Trogossitidae. Loài này được LeConte miêu tả khoa học năm 1858.